# Уничтожение культурного наследия «Исламским государством»
Уничтожение культурного наследия осуществляется организацией «Исламское государство» (ИГ; ранее «Исламское государство Ирака и Леванта», ИГИЛ) в Ираке и в Сирии как минимум с 2014 года. Преднамеренно уничтожаются различные места религиозного поклонения, особенно в Мосуле, и исторические артефакты. В Ираке с момента падения Мосула с июня 2014 по 13 февраля 2015 ИГ разграбило и уничтожило не менее 28 религиозных зданий, представляющих историческую ценность. Ценные вещи из некоторых зданий были собраны с целью контрабандного вывоза и продажи для финансирования деятельности ИГ. ИГ использует подразделение Kata’ib Taswiyya (расчётные батальоны), которые определяют цели для уничтожения. Генеральный директор ЮНЕСКО Ирина Бокова назвала эти действия ИГ «формой культурной чистки».
Несмотря на то, что в 1954 году Ирак и Сирия ратифицировали Гаагскую конвенцию о защите культурных ценностей в случае вооружённого конфликта, она не исполняется.

## Древние города и музеи
В феврале 2015 года боевики ИГ взорвали центральную библиотеку Мосула, уничтожив от 8 до 10 тысяч книг, среди которых — древние труды по философии, истории, культуре. Во дворе библиотеки исламисты устроили костер из книг и рукописей. Кроме того, боевики кувалдами и дрелями уничтожили ряд экспонатов музея города Мосула.
В марте в течение четырёх дней исламистами были уничтожены три древних города: 4 марта 2015 года бульдозерами были срыты руины строений и оставшиеся статуи древнего ассирийского города Нимруд (XIII век до н. э.), 7 марта таким же образом были уничтожены руины древнего города Хатра (III век до н. э.), 8 марта боевики ИГ также частично разграбили, частично уничтожили руины города Дур-Шаррукин (VIII век до н. э.).
Совет Безопасности ООН осудил уничтожение группировкой «Исламское государство» памятников и предметов исторической, культурной и религиозной ценности, поставив эти действия в один ряд с террористическими актами.
Летом 2015 года боевики ИГ приступили к планомерному разрушению памятников Пальмиры (см. Пальмира#Уничтожение памятников). Были уничтожены античные храмы Бэла и Баалшамина, триумфальная арка, статуя льва Аллат, три погребальных башни. Разграблен национальный музей. После освобождения Пальмиры в апреле 2016 года прорабатывается вопрос восстановления утраченных памятников.
В апреле 2016 года боевики разрушили двухтысячелетний памятник архитектуры «Врата бога» в близ иракского города Мосул. Ворота представляли собой сооружение, охранявшее въезд в древний ассирийский город Ниневия, который некогда был самым крупным городом в мире.

## Мечети и храмы
В 2014 году ИГ уничтожило множество мечетей, преимущественно шиитских.
В мае 2015 года формирования ИГ подорвали историческую мечеть «Марям хатун» 1821 года постройки на западе иракского города Мосул. Ранее боевики взорвали в Мосуле мечеть «Султана Ваиса» (построена в 1838 году), историческую мечеть XIX века «аль-Хадра» и мечеть, построенную во время Праведного халифа Умара и названная в его честь.
При захвате городов боевики заставляют удалять из всех мечетей витражи, панно и фрески, зачастую имеющие художественную и историческую ценность, утверждая, что они противоречат нормам ислама. Если имамы оказывают сопротивление, то их сажают за решётку или даже казнят.
В июне 2016 года был разрушен храм Набу в древнем ассирийском городе Нимруде на севере Ирака.
В июне 2017 года были взорваны мечеть и минарет XII века ан-Нури в Мосуле.

## Гробницы и мавзолеи
25 июня 2015 года боевики ИГ взорвали гробницы шиитского святого Мухаммеда бен Али и суфийского религиозного деятеля Низара Абу Баха ад-Дина.

## Современные сооружения
19 июля 2015 года боевики ИГ взорвали Олимпийский стадион в иракском городе Эр-Рамади. Для взрыва они использовали 3,5 тонны взрывчатки.

## Реакция
22 сентября 2014 года госсекретарь США Джон Керри объявил, что Государственный департамент США в сотрудничестве с Американской Школой изучения Востока осуществит «всестороннее документирование состояния и угроз для объектов культурного наследия в Ираке и Сирии, чтобы оценить будущие потребности в реставрации, консервации и защите». В 2014 году комитет ЮНЕСКО по защите культурных ценностей в вооружённых конфликтах осудил на Девятом собрании «регулярные и преднамеренные атаки против культурных ценностей… особенно в Сирии и Ираке». Генеральный директор ЮНЕСКО Ирина Бокова назвала разрушения в Мосуле нарушением Резолюции 2199 Совета Безопасности ООН, а уничтожение Нимруда — военным преступлением. Бывший премьер-министр Ирака Нури аль-Малики сообщил, что  «подана жалоба в ООН с просьбой осудить все преступления ИГ, в том числе затрагивающие древние храмы».
Теоретик искусства Борис Гройс сравнил практики уничтожения культурных памятников с феноменом иконоборчества, а также провел параллели с авангардом в искусстве и идеями Малевича и Маринетти.